# Jerk (danse)
Pour les articles homonymes, voir Jerk.
Le jerk (de l'anglais jerk qui signifie « secousse », « saccade ») est une danse individuelle qui fit son apparition dans les années 1960 aux États-Unis.
C'est une danse de société qui se danse sans contrainte, en bougeant les hanches, les bras et les jambes.
C'est aussi le nom d'une danse moderne de rue qui consiste en un jeu de jambes détaillé.

## Origine
En 1964, le groupe américain The Larks enregistre le titre The Jerk sur le label Money Record. Puis quelques semaines plus tard le groupe The Miracles sort le titre Come On Do the Jerk. En 1966, The Capitols produisent Cool Jerk.

## Le jerk en France
Dans la seconde moitié des années 1960 le jerk arrive en France. Des titres comme Qui est "in" qui est "out", Harley Davidson de Serge Gainsbourg, Les Cactus de Jacques Dutronc, Chante de Ronnie Bird, Inventaire 66 de Michel Delpech, Sept heures du matin de Jacqueline Taïeb, Ça c'est le jerk des Rois du jerk sont représentatifs du genre.
En 1990 le chanteur Thierry Hazard rencontre un immense succès avec le titre Le Jerk.

## La musique
Le jerk s'apparente au début à un rhythm and blues, pour s'associer à la fin des sixties à la musique psychédélique. En précurseur, Pierre Henry produit le Jericho Jerk ainsi que Psyche Rock dès 1965.
Aujourd'hui la musique, très éloignée du style des années 1960–1970, est essentiellement produite en MAO.